# مدرسة الحوليات

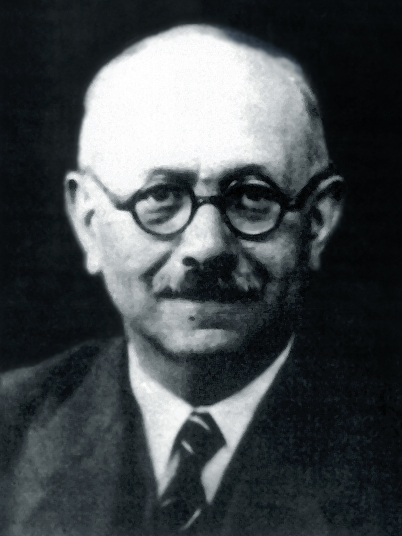

مدرسة الحوليات هي مجموعة من المؤرخين المرتبطين بنمط من التأريخ طوره المؤرخون الفرنسيون في القرن العشرين لتأكيد التاريخ الاجتماعي طويل الأمد. سُميت باسم مجلتها العلمية «حوليات التاريخ الاقتصادي والاجتماعي»، التي لا تزال المصدر الرئيسي للمنح الدراسية إلى جانب العديد من الكتب والدراسات. كانت المدرسة ذات تأثير كبير في وضع جدول أعمال للتاريخ في فرنسا والعديد من البلدان الأخرى، خاصةً فيما يتعلق باستخدام المؤرخين للأساليب العلمية الاجتماعية، مع التركيز على الموضوعات الاجتماعية والاقتصادية بدلًا من الموضوعات السياسية أو الدبلوماسية.
تتعامل المدرسة في المقام الأول مع أواخر العصور الوسطى وأوروبا الحديثة المبكرة (قبل الثورة الفرنسية)، مع القليل من التركيز على موضوعات لاحقة. لقد سيطرت المدرسة على التاريخ الاجتماعي الفرنسي وأثرت في التاريخ في أوروبا وأمريكا اللاتينية. ومن بين القادة البارزين مؤسسيها لوسيان فيبر (1886-1956)، وهنري هاوزر (1866-1946)، ومارك بلوخ (1886-1944). قاد الجيل الثاني فرناند براديل (1902-1985) وتضمن كلًا من جورج دوبي (1919-1996)، وبيير غوبيرت (1915-2012)، وروبرت ماندرو (1921-1984)، وبيير شونو (1923-2009)، وجاك لو جوف (1924-2014)، وإرنست لابروس (1895-1988). تعتمد المدرسة من الناحية المؤسسية على مجلة الحوليات، ودار SEVPEN للنشر، وعلى مؤسسة بيت العلوم الإنسانية (FMSH)، وخاصة على القسم السادس من المدرسة التطبيقية للدراسات العليا، وكلها في باريس. وقاد الجيل الثالث إيمانويل لو روي لادوري (1929-) ويضم جاك ريفيل، وفيليب أريز (1914-1984)، الذين انضموا إلى المجموعة سنة 1978. وشدد الجيل الثالث على التاريخ من وجهة نظر العقليات أو العقلانية، نأى الجيل الرابع من المؤرخين في مدرسة الحوليات، بقيادة روجر شارتييه (1945- )، بوضوح عن نهج العقليات، الذي حل محله التحول الثقافي واللغوي، الذي يؤكد تحليل التاريخ الاجتماعي للممارسات الثقافية.
كانت المؤسسة العلمية الرئيسية هي مجلة حوليات التاريخ الاقتصادي والاجتماعي، التي أسسها لوسيان فيبر ومارك بلوخ سنة 1929، التي انفصلت جذريًا عن التاريخ التقليدي بالإصرار على أهمية الأخذ بجميع مستويات المجتمع في الاعتبار، وتأكيد الطبيعة الجماعية للعقليات. نظر المساهمون فيها إلى الأحداث أنها أقل أهمية من الأطر العقلية التي شكلت القرارات والممارسات. كان جانميش كوكات رئيس تحرير لجنة الحوليات منذ 2003 حتى الآن، يليه جاك لو جوف. ومع ذلك، كان الخليفة غير الرسمي رئيسًا للمدرسة لو روي لادوري. تمت محاولة استجابات متعددة من المدرسة. انتقل العلماء في اتجاهات متعددة، إذ غطوا التاريخ الاجتماعي والاقتصادي والثقافي للعصور المختلفة ولأجزاء مختلفة من العالم بطريقة غير منفصلة. بحلول وقت الأزمة، كانت المدرسة تبني شبكة واسعة للنشر والأبحاث تصل إلى جميع أنحاء فرنسا وأوروبا وبقية العالم. بالفعل انتشر التأثير من باريس، لكن ظهرت بعض الأفكار الجديدة. إذ تم التركيز كثيرًا على البيانات الكمية، التي تعد المفتاح للتاريخ الاجتماعي بأكمله. ومع ذلك، تجاهلت مدرسة الحوليات تطور الدراسات الكمية الجارية في الولايات المتحدة وبريطانيا، التي أعادت تشكيل البحوث الاقتصادية والسياسية والديمغرافية. ورفضت الحكومة محاولة طلب كتاب مدرسي مكتوب من مدرسة الحوليات للمدارس الفرنسية. بحلول عام 1980، أدت الحساسيات ما بعد الحداثة إلى تفويض الثقة في السرديات الكبرى الشاملة. كما يلاحظ جاك ريفيل، فإن نجاح مدرسة الحوليات، خاصةً استخدامها للهياكل الاجتماعية قوىً تفسيرية، قد احتوى على بذور سقوطها، لإنه لم يعد هناك أي إجماع ضمني قائم على أساس الوحدة الاجتماعية، محدد مع الحقيقي. حافظت مدرسة الحوليات على بنيتها الأساسية، لكنها فقدت عقلانيتها.

## المجلة
بدأت المجلة في مدينة ستراسبورغ باسم حوليات التاريخ الاقتصادي والاجتماعي، ثم انتقلت إلى مدينة باريس واحتفظت بنفس الاسم في الفترة 1929 - 1939. ثم أعيد تسميتها إلى حوليات التاريخ الاجتماعي (1939-1942,1959)، ثم حوليات الاقتصاد والاجتماعيات والحضارات (1946-1994)، ثم حوليات التاريخ والعلوم والاجتماعيات.
سنة 1962، استخدم بروديل وجاستون بيرجر أموال مؤسسة فورد والأموال الحكومية لإنشاء مؤسسة جديدة مستقلة، وهي مؤسسة بيت العلوم (FMSH)، التي أدارها بروديل منذ 1970 حتى وفاته. سنة 1970 نُقل القسم السادس والحوليات إلى مبنى FMSH. أقامت مؤسسة FMSH شبكات دولية متقنة لنشر كتاب الحوليات عبر أنحاء أوروبا والعالم. سنة 2013 بدأت في إصدار طبعة باللغة الإنجليزية، مع ترجمة جميع المقالات.
نطاق الموضوعات التي تغطيها المجلة واسع وتجريبي، هناك بحث عن التاريخ الكامل والنهج الجديد. ويتم التركيز على التاريخ الاجتماعي، والاتجاهات طويلة الأمد، وغالبًا ما يُستخدم القياس الكمي وإعطاء اهتمام خاص للجغرافيا وللنظرة الفكرية للعالم، أو العقلية -الذكاء- ويُمنح القليل من الاهتمام للتاريخ السياسي أو الدبلوماسي أو العسكري أو السير الذاتية للأعلام. سلطت مدرسة الحوليات الضوء على تجميع الأنماط التاريخية المحددة من التاريخ الاجتماعي والاقتصادي والثقافي والإحصاءات والتقارير الطبية والدراسات الأسرية وحتى التحليل النفسي.

## الأصل
يرجع تأسيس وتحرير الحوليات إلى مارك بلوخ ولوسيان فيبر سنة 1929، حين كانا يدرسان في جامعة ستراسبورغ ولاحقًا في باريس. وسرعان ما ارتبط هذان المؤلفان، أحدهما مؤرخ للعصور الوسطى والآخر من أوائل الحداثيين، بنهج الحوليات المميز، الذي يجمع بين الجغرافيا والتاريخ والمقاربات الاجتماعية لعلم الاجتماع -العديد من أعضائها كانوا زملاءهم في ستراسبورغ- وإنتاج نهج يرفض التركيز السائد على السياسة والدبلوماسية والحرب للعديد من مؤرخي القرن التاسع عشر وأوائل القرن العشرين كما قادها المؤرخون الذين أطلق عليهم فيبر اسم السوربونيين. بدلًا من ذلك، ابتكروا نهجًا لدراسة الهياكل التاريخية طويلة المدى حول الأحداث والتحولات السياسية، والجغرافيا، والثقافة المادية، وما أطلق عليه لاحقًا العقلانية، أو علم النفس العصري، هي أيضًا مجالات مميزة للدراسة. كان هدف الحوليات مجابهة عمل السوربونيين، لتحويل اهتمام المؤرخين الفرنسيين بعيدًا عن السياسة والدبلوماسية الضيقة نحو آفاق جديدة في التاريخ الاجتماعي والاقتصادي.
كان المؤسس المشارك مارك بلوخ (1886-1944) من الحداثيين الجوهريين الذي درس في المدرسة العليا للنخبة، وفي ألمانيا عمل أستاذًا في جامعة ستراسبورغ حتى استُدعي إلى جامعة السوربون في باريس سنة 1936 أستاذًا للتاريخ الاقتصادي. كانت اهتمامات بلوخ متعددة التخصصات بدرجة كبيرة، متأثرة بجغرافية بول فيدال دي لا بلاش (1845-1918) وعلم اجتماع إميل دوركهايم (1858-1917). تم دمج أفكاره الخاصة، لا سيما تلك التي تم التعبير عنها في أعماله الرائعة، التاريخ الريفي الفرنسي (1931) والمجتمع الإقطاعي للجيل الثاني من المؤرخين بقيادة فرناند بروديل.

## التعاليم
كتب قائد المدرسة، جورج دوبي، أن التاريخ الذي درّسه أزال الإثارة إلى الهامش وكان مترددًا في إعطاء سرد بسيط للأحداث، لكنه على العكس من ذلك جاهد لطرح المشكلات وحلها، وإهمال الاضطرابات السطحية، لمراقبة التطور طويل ومتوسط المدى للاقتصاد والمجتمع والحضارة.
دعا كُتّاب الحوليات، وخاصة لوسين فيبر، إلى كتاب تاريخي كامل، أو محكمة تاريخية، وهي دراسة كاملة لمشكلة تاريخية.

## بعد الحرب العالمية الثانية
أطلق الجستابو النار على بلوخ في أثناء الاحتلال الألماني لفرنسا في الحرب العالمية الثانية لعضويته النشطة في المقاومة الفرنسية، واستمر فيبر في نهج الحوليات في أربعينيات وخمسينيات القرن الماضي. خلال هذا الوقت جاء بروديل، الذي سيصبح أحد أشهر الدعاة لهذه المدرسة. جاء عمل بروديل لتحديد الحقبة «الثانية» من تاريخ الحوليات وكان له تأثير كبير خلال الستينيات والسبعينيات، خاصةً لعمله عن منطقة البحر المتوسط في عصر ملك إسبانيا فيليب الثاني. طور بروديل فكرة، غالبًا ما ترتبط بمدونين التاريخ، لأنماط مختلفة من الزمن التاريخي: «شبه التاريخ الثابت» للجغرافيا التاريخية، وتاريخ الهياكل الاجتماعية والسياسية والاقتصادية والتاريخ من الرجال والأحداث، في سياق هياكلهم.
في حين يواصل مؤلفون مثل إيمانويل لو روي لادوري ومارك فيرو وجاك لو جوف حمل راية الحوليات، أصبح نهج الحوليات اليوم أقل تميزًا إذ يعمل المزيد من المؤرخين في التأريخ الثقافي والسياسي والاقتصادي.